# Клинец, Эма
Эма Клинец (словен. Ema Klinec; род. 2 июля 1998, Крань) — словенская прыгунья на лыжах с трамплина, чемпионка мира 2021 года, призёр чемпионатов мира, двукратная победительница юношеских Олимпийских игр 2016 года, участница Олимпийских игр 2018 года.

## Спортивная карьера
В Кубке мира выступает с сезона 2013/2014. На старте сезона она дебютировала на Кубке мира в смешанных командных соревнованиях 6 декабря 2013 года и заняла пятое место со сборной Словении. На следующий день она дебютировала в индивидуальных прыжках и попала в десятку заняв седьмое место.
16 января 2016 года она заняла второе место в Саппоро, её первый подиум на этапах Кубка мира. В дальнейшем, в ходе сезона, она добиралась ещё до двух призовых мест на подиуме.
На зимних юношеских Олимпийских играх 2016 года в Лиллехаммере она выиграла как индивидуальные, так и смешанные командные соревнования со сборной Словении.
На зимних Олимпийских играх 2018 года в Пхенчхане она заняла 14-е место в личном зачете.
25 февраля 2021 года Эма Клинец стала чемпионкой мира на нормальном трамплине и принесла своей стране первую за 16 лет золотую награду чемпионатов планеты. Через день словенка заняла второе место в командном турнире.

## Результаты

### Зимние Олимпийские игры
| 2018 Пхёнчхан | 14 | 2022 Пекин | 5 |

### Чемпионаты мира по лыжным видам спорта
| Чемпионаты мира | Нормальный трамплин | Большой трамплин | Командное первенство | Смешанные команды |
| --------------- | ------------------- | ---------------- | -------------------- | ----------------- |
| 2017 Лахти      | 5                   | НП               | —                    | 4                 |
| 2021 Оберстдорф | 1                   |                  | 2                    |                   |
| 2023 Планица    | 19                  | 7                | 4                    | 3                 |